# Новосибирский электромеханический колледж
Новосибирский электромеханический колледж — образовательное учреждение в Первомайском районе Новосибирска, основанное в 1943 году.

## История
Учебное заведение было открыто в 1943 году и первоначально называлось Инским техникумом железнодорожного транспорта. В новом учреждении было две специальности: «вагонное хозяйство» и «путевое хозяйство».
В 1954 году техникум передали в ведение Министерства транспортного строительства.
7 апреля 1955 года решением Минвуза СССР учреждение было переименовано в Инской строительный техникум транспортного строительства. Подготовка кадров велась по трём специальностям: «строительство и эксплуатация путевого хозяйства железнодорожного транспорта», «санитарно-техническое устройство зданий, водоснабжение, канализация и очистка промышленных и сточных вод», «промышленное и гражданское строительство».
В 1957 году ввели в эксплуатацию учебный корпус и общежитие на 200 человек.
В 1958 году были перераспределены доминирующие специальности. Появилась специальность «электроснабжение и энергетическое хозяйство железнодорожного транспорта», а в 1960 году была введена специальность «строительные и путевые машины».
В 1961 году учебное заведение получило новое название — Новосибирский электромеханический техникум транспортного строительства.
В 1991 году учреждение получило статус колледжа.

## Студенческий городок
Студенческий городок включает в себя главный учебный и лабораторный корпуса с 28 кабинетами, 26 лабораториями, 4 компьютерными классами, 2 спортивными залами и мастерскими с 6 цехами. Колледж обладает крупной библиотекой (книжный фонд — свыше 76 000 экземпляров) и читальным залом со свободным доступом к книжному фонду. Создан музей истории техникума. Здесь также находится закрытый полигон для подготовки водителей категорий В, С.
Учреждение располагает тремя общежитиями на 840 человек и столовой на 100 мест.
Площадь студенческого городка — 0,85 га.

## Выпускники
Выпускники техникума работали на важных стройках Советского Союза: Тюмень — Тобольск — Сургут, Абакан — Тайшет, БАМ, участвовали в строительстве аэродромов, автомобильных дорог и т. д.